# Йоуко Ліндстедт
Йоукі Ліндстет (швед. Jouko Lindstedt, 15 липня 1955, Гельсінкі, Фінляндія) — фінський лінгвіст-болгарист та есперантист, професор кафедри слов'янської філології Гельсінського університету.

## Біографія
Закінчив Гельсінський університет, у 1985 році успішно захистив дисертацію. Професор слов'янської філології Гельсінського університету, займався науковими дослідженнями в університеті Арістотеля (впродовж квітня-травня 1999 року) і в Уппсальському університеті (лютий-березень 2007 року). Член Міжнародного комітету славістів (1993—2010), голова Нордичної асоціації славістів (1994—1997), заступник декана гуманітарного факультету Гельсінського університету (2004—2006), член Академії есперантистів з 1998 року.
У 2000 році номінований на звання есперантиста року організацією La Ondo de Esperanto.
Ліндстедт відомий як дослідник проблематики «вроджених есперантистів». У 1996 році науковець, вивчаючи кількість носіїв мови есперанто, зробив такі висновки:
- до 1000 осіб вважають есперанто рідною мовою;
- до 10 тисяч осіб вільно нею спілкуються;
- до 100 тисяч осіб можуть застосовувати мову есперанто для ефективної комунікації;
- до 1 мільйона осіб знають окремі елементи есперанто[3].